# AutoGPT
AutoGPT – agent AI open source, który jest w stanie pobrać zadanie do zrealizowania w języku naturalnym po czym próbuje go osiągnąć, dzieląc go na podzadania, wykorzystując Internet oraz inne narzędzia w pętli automatycznej. Wykorzystuje interfejsy API GPT-4 lub GPT-3.5 od OpenAI i jest jednym z pierwszych przykładów aplikacji wykorzystujących GPT-4 do wykonywania zadań autonomicznych.

## Możliwości
Główną funkcją AutoGPT jest podział dużego zadania na kilka podzadań bez konieczności udziału użytkownika. Następnie te podzadania są łączone ze sobą i wykonywane sekwencyjnie, aby uzyskać większy wynik, taki jaki pierwotnie zakładały dane wejściowe użytkownika. Jedną z wyróżniających cech AutoGPT jest możliwość łączenia się z internetem. Umożliwia to pobieranie aktualnych informacji, co ułatwia wykonywanie zadań.
Do tego AutoGPT posiada pamięć krótkotrwałą dla bieżącego zadania, co pozwala mu zapewnić kontekst dla kolejnych podzadań potrzebnych do osiągnięcia większego celu. Kolejną cechą jest możliwość przechowywania i organizowania plików, dzięki czemu użytkownicy mogą lepiej strukturyzować swoje dane pod kątem przyszłej analizy i rozszerzenia. AutoGPT jest także multimodalny, co oznacza, że może przyjmować jako dane wejściowe zarówno tekst, jak i obrazy. Dzięki tym funkcjom AutoGPT jest w stanie automatyzować przepływy pracy, analizować dane i przedstawiać nowe sugestie.

## Aplikacje

### Oprogramowanie
AutoGPT można wykorzystać do tworzenia aplikacji od podstaw. AutoGPT może również debugować kod i generować przypadki testowe. Obserwatorzy sugerują, że możliwość pisania, debugowania, testowania i edytowania kodu przez AutoGPT może obejmować także kod źródłowy AutoGPT, umożliwiając samodoskonalenie.

### Biznes
AutoGPT można wykorzystać do prowadzenia badań rynku, analizowania inwestycji, badania produktów i pisania recenzji produktów, tworzenia planu biznesowego lub usprawniania operacji, a także tworzenia treści, np. bloga lub podcastu. Jeden z użytkowników wykorzystał AutoGPT do przeprowadzenia badań nad produktem i napisania podsumowania na temat najlepszych słuchawek. Inny użytkownik użył AutoGPT do podsumowania ostatnich wydarzeń i przygotowania konspektu podcastu.

## Ograniczenia
AutoGPT jest podatny na częste błędy, głównie dlatego, że opiera się na własnych pośrednich wynikach, co może powodować kumulowanie się błędów. W przeciwieństwie do tego modele nieautonomiczne mogą być korygowane przez użytkowników nadzorujących ich wyniki.  Oprócz tego, AutoGPT ma tendencję do halucynacji lub przedstawiania fałszywych i wprowadzających w błąd informacji jako faktów podczas odpowiadania.
AutoGPT może być ograniczony kosztami związanymi z jego uruchomieniem, ponieważ jego rekurencyjna natura wymaga ciągłego wywoływania interfejsu API OpenAI, na którym został zbudowany. Każdy krok wymagany w jednym z zadań AutoGPT wymaga odpowiedniego wywołania GPT-4, co wiąże się z kosztem co najmniej około 0,03 USD za każde 1000 tokenów użytych do danych wejściowych i 0,06 USD za każde 1000 tokenów użytych do danych wyjściowych przy wyborze najtańszej opcji. Dla porównania, 1000 tokenów odpowiada mniej więcej 750 słowom.
Innym ograniczeniem jest tendencja AutoGPT do wchodzenia w nieskończone pętle.